# Paola Pitagora
Paola Pitagora, pseudonimo di Paola Gargaloni (Parma, 24 agosto 1941), è un'attrice e cantante italiana.

## Biografia

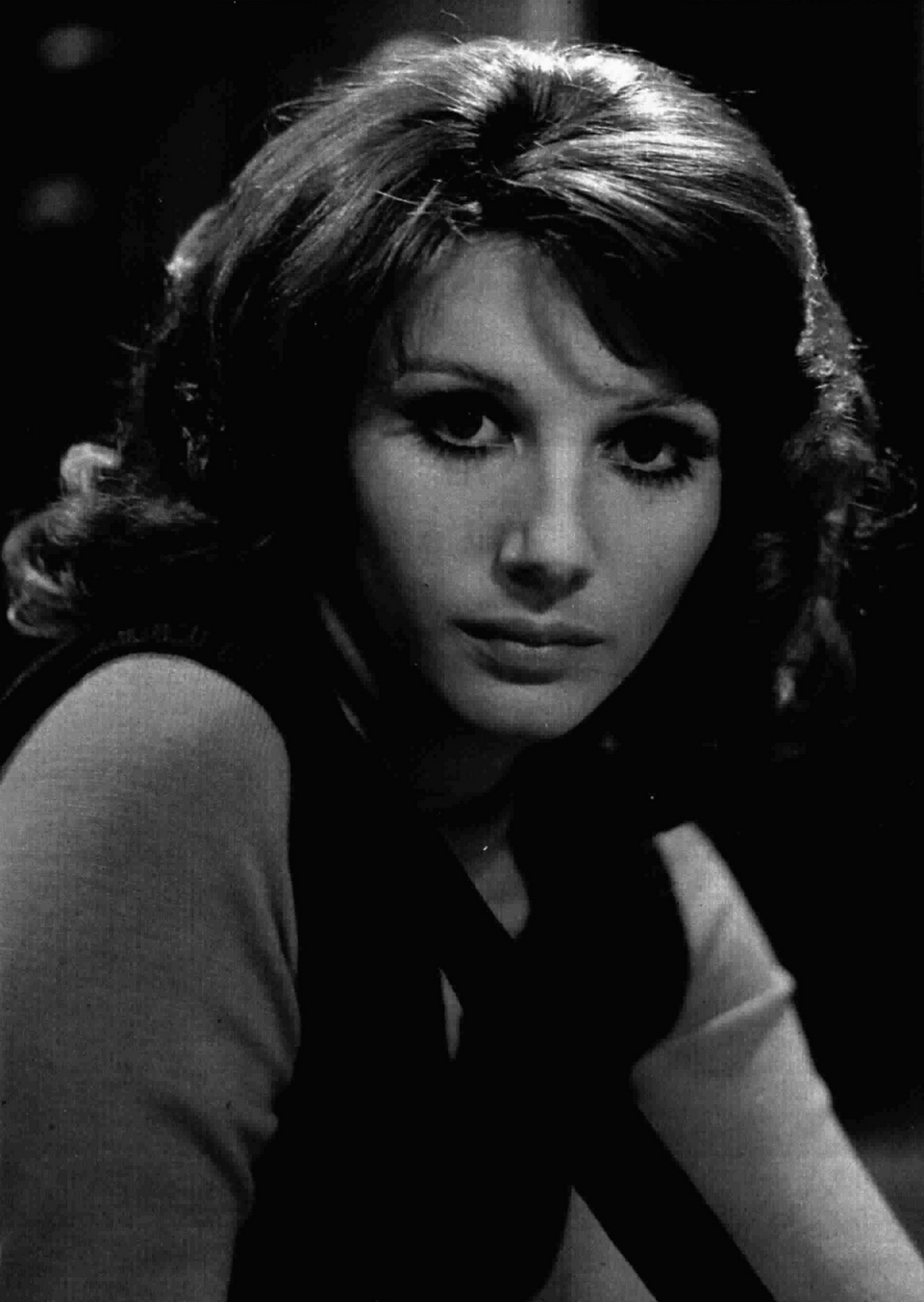
Paola Pitagora (1972)

Paola Pitagora muove i suoi primi passi nel Centro sperimentale di cinematografia e nella scuola di recitazione di Alessandro Fersen. Ha iniziato la carriera nel mondo dello spettacolo come presentatrice di programmi televisivi come: Il giornale delle vacanze, Fuori l'orchestra, Aria di vacanze e Cinema d'oggi. La Pitagora dimostrò il suo talento e la sua versatilità anche come autrice di canzoni per bambini, scrivendo tra gli altri anche La giacca rotta, che vinse nel 1962 lo Zecchino d'Oro, e La zanzara.
A teatro, dopo l'esordio, sempre nel 1962, in Gog e Magog, Paola Pitagora partecipa a Danza di morte di Strindberg, Corte Savella di Anna Banti e alla commedia musicale Ciao Rudy, al fianco di Marcello Mastroianni. Paola Pitagora appare in film come Kapò di Gillo Pontecorvo (1959); La viaccia di Mauro Bolognini (1961); Barabba di Richard Fleischer, in cui interpreta il ruolo di Maria Maddalena (1961). Nel 1965 arriva la consacrazione con I pugni in tasca di Marco Bellocchio, nel quale interpreta il personaggio di Giulia. Nel 1967 ha collaborato con il Pioniere Noi Donne nella rubrica la "Posta".

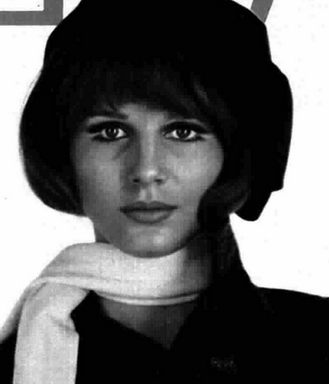
Paola Pitagora (1972)

In televisione, prese parte nel 1964-1965, insieme a Johnny Dorelli, a due edizioni del programma televisivo Johnny 7, ma il ruolo che l'ha resa popolare al grande pubblico è quello di Lucia Mondella nello sceneggiato televisivo I promessi sposi (1967), per la regia di Sandro Bolchi. Successivamente prende parte al film Senza sapere niente di lei (1969) di Luigi Comencini: questa interpretazione le vale il Nastro d'argento come miglior attrice. Fino alla fine degli anni settanta continua a dividersi tra cinema e televisione: Cristoforo Colombo (1968), A come Andromeda (1972), con Luigi Vannucchi, Il caso Lafarge (1973); oltre che al teatro nello Jacopone da Todi, con Gianni Morandi; e all'attività di cantante con l'album Sputafuori Strega (1976).
La sua attività prosegue sia per il cinema, con il film di Mario Bianchi Napoli una storia d'amore e di vendetta (1979) e Aiutami a sognare (1981), che per il piccolo schermo con Flipper, Pronto soccorso e Passioni. A teatro lavora nelle rappresentazioni di Il pellicano (1980), I capricci di Marianna (1985), La foresta d'argento (1988). Nel luglio 1982 posa nuda per l'edizione italiana di Playboy. Nei primi anni novanta continua la sua attività come attrice in Gli assassini vanno in coppia di Piero Natoli, e in Tutti gli anni una volta l'anno di Gianfrancesco Lazotti. Alla fine degli anni novanta, Paola Pitagora partecipa allo sceneggiato Incantesimo in onda sulle reti Rai, nel quale interpreta il ruolo di Giovanna Medici, direttrice della clinica privata Life.
Paola Pitagora è ritornata in teatro nel 2004 portando in scena il Magnificat, con la figlia Evita Ciri e Valentina Chico. In questo periodo sono da ricordare anche i primi successi letterari, come Fiato d'artista (2001), Antigone e l'onorevole (2004) e Sarò la tua bambina folle (2006). Nel 2005 vince la targa speciale del premio Alghero premio Alghero Donna. Nel 2006 è nel cortometraggio Fine stagione di Duccio Chiarini. Dal 2012 al 2013 è stata una delle protagoniste della fiction di Canale 5 Le tre rose di Eva, interpretando Ottavia Taviani.

## Vita privata
Dopo un legame negli anni sessanta con il pittore Renato Mambor, durato dodici anni, ha avuto alcune storie d'amore con Tito Schipa Jr., con Gianni Morandi e con Ciro Ciri, con cui ha avuto la figlia Evita Ciri. Si professa cattolica «dubbiosa».

## Filmografia

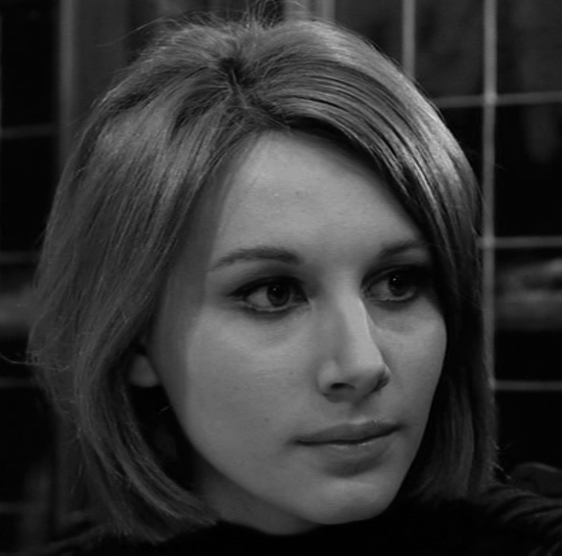
Paola Pitagora ne I pugni in tasca (1965)

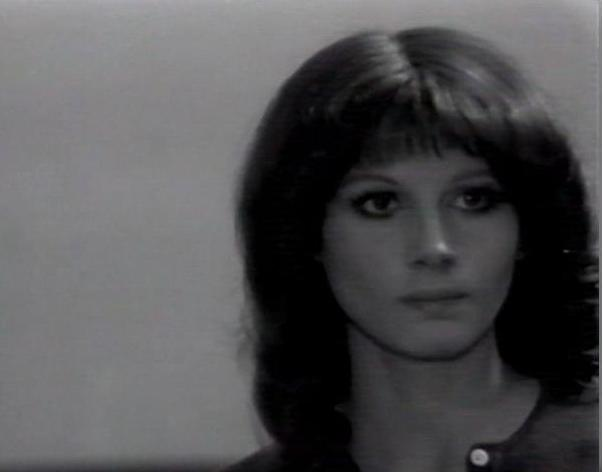
Paola Pitagora in A come Andromeda (1972)

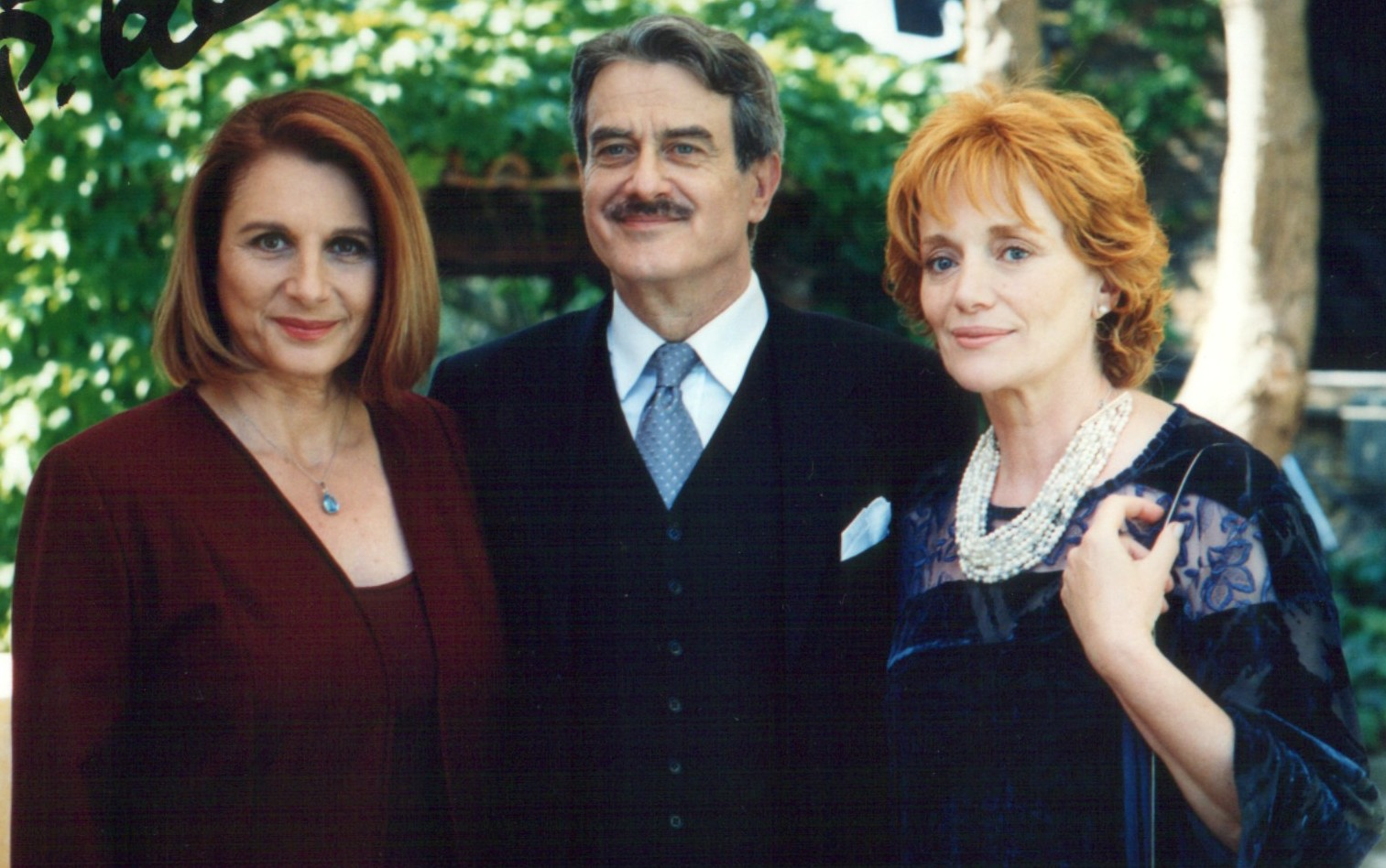
Paola Pitagora con Giuseppe Pambieri e Delia Boccardo in Incantesimo (anni 2000)

### Cinema
- Costa Azzurra, regia di Vittorio Sala (1959)
- Messalina Venere imperatrice, regia di Vittorio Cottafavi (1960)
- Kapò, regia di Gillo Pontecorvo (1960)
- Urlatori alla sbarra, regia di Lucio Fulci (1960)
- La viaccia, regia di Mauro Bolognini (1961)
- Cronache del '22, regia di Stefano Ubezio (1961)
- Barabba (Barabbas), regia di Richard Fleischer (1961)
- Il terrore di notte (Der Teppich des Grauens), regia di Harald Reinl (1962)
- La vita provvisoria, regia di Vincenzo Gamna (1962)
- Ragazze di buona famiglia (Les Saintes-Nitouches), regia di Pierre Montazel (1963)
- La calda pelle (De l'amour), regia di Jean Aurel (1964)
- Operazione terzo uomo (Schüsse im 3/4 Takt), regia di Alfred Weidenmann (1965)
- I pugni in tasca, regia di Marco Bellocchio (1965)
- Scusi, lei è favorevole o contrario?, regia di Alberto Sordi (1966)
- Bersaglio mobile, regia di Sergio Corbucci (1967)
- Come cambiar moglie (Les Compagnons de la Marguerite), regia di Jean-Pierre Mocky (1967)
- Caroline chérie, regia di Denys de La Patellière (1968)
- Tenderly, regia di Franco Brusati (1968)
- Salvare la faccia, regia di Rossano Brazzi (1969)
- Senza sapere niente di lei, regia di Luigi Comencini (1969)
- Alla ricerca di Gregory (In Search of Gregory), regia di Peter Wood (1969)
- Disperatamente l'estate scorsa, regia di Silvio Amadio (1970)
- Fermate il mondo... voglio scendere!, regia di Giancarlo Cobelli (1970)
- Policeman, regia di Sergio Rossi (1971)
- Equinozio, regia di Maurizio Ponzi (1971)
- Solo andata (Un aller simple), regia di José Giovanni (1971)
- Inchiesta su un delitto della polizia (Les assassins de l'ordre), regia di Marcel Carné (1971)
- Il sindacalista, regia di Luciano Salce (1972)
- Il vero e il falso, regia di Eriprando Visconti (1972)
- Il serpente (Le Serpent), regia di Henri Verneuil (1973)
- Revolver, regia di Sergio Sollima (1973)
- Un amore così fragile così violento, regia di Leros Pittoni (1973)
- Napoli una storia d'amore e di vendetta, regia di Mario Bianchi (1979)
- Aiutami a sognare, regia di Pupi Avati (1981)
- Gli assassini vanno in coppia, regia di Piero Natoli (1992)
- Tutti gli anni una volta l'anno, regia di Gianfrancesco Lazotti (1994)
- Non con un bang, regia di Mariano Lamberti (1999)
- I cerchi nell'acqua, regia di Umberto Marino (2011)
- Pane dal cielo, regia di Giovanni Bedeschi (2018)
- L'età giusta, regia di Alessio Di Cosimo (2023)

### Televisione
- Più rosa che giallo – serie TV, episodio 1x06 (1962)
- Cinema d'oggi – settimanale a cura di Pietro Pintus, regia di Stefano Canzio, presentato da Paola Pitagora (febbraio-aprile 1964)
- La tua giovinezza di Denys Amiel, regia di Anton Giulio Majano (1965)
- Edoardo e Carolina, regia di Vito Molinari (1966)
- I promessi sposi, regia di Sandro Bolchi – miniserie TV (1967)
- Le terre del sacramento (miniserie televisiva 1967), regia di Silverio Blasi (1970)
- A come Andromeda, regia di Vittorio Cottafavi – miniserie TV (1972)
- Il caso Lafarge (miniserie televisiva), regia di Marco Leto (1973)
- Uomo o vegetale?, regia di Mario Landi (1975)
- La traccia verde, regia di Silvio Maestranzi – miniserie TV (1976)
- Chiunque tu sia, regia di Mario Foglietti – miniserie TV (1977)
- L'ospite inatteso, regia di Daniele D'Anza – film TV (1980)
- Atelier, regia di Vito Molinari (1986)
- Aeroporto internazionale – serie TV (1987)
- Pronto soccorso – serie TV (1990)
- Servo d'amore, regia di Sandro Bolchi – film TV (1995)
- Provincia segreta – serie TV (1998)
- Incantesimo 1-9 – soap opera (1998-2007)
- Le tre rose di Eva – serie TV (2012-2013)
- Gli anni spezzati, regia di Graziano Diana – miniserie TV, episodio L'ingegnere (2014)
- Luce dei tuoi occhi – serie TV (2021-2023)

## Varietà televisivi Rai
- Il giornale delle vacanze, a cura di Andrea Barbato e Pietro Pintus presentato da Paola Pitagora, estate 1962

## Radio
- Ad alta voce – lettura di La signora Dalloway di Virginia Wolf (Rai Radio 3, da dicembre 2017)[6]
- Ad alta voce – lettura di Cenere di Grazia Deledda (Rai Radio 3, da lunedì 30 agosto 2021)

## Discografia

### Album
- 1973 – Jacopone (con Gianni Morandi)
- 1976 – Sputafuoristrega
- La solitudine (con Vittorio Gassman e Fred Bongusto)

### Singoli
- 1964 – Quando passo dalle parti tue/Ho visto
- 1965 – Il surf della camomilla/Ti chiederò
- 1973 – Quel lungo filo/Così fu e sempre sarà (con Gianni Morandi)
- La mia stradina/Il buio

## Opere letterarie
- Fiato d'artista: dieci anni a Piazza del Popolo, con una nota di Angelo Guglielmi, Palermo, Sellerio, 2001, ISBN 88-389-1669-1.
- Antigone e l'onorevole, Milano, Baldini Castoldi Dalai, 2003, ISBN 88-8490-407-2.
- Sarò la tua bambina folle, Milano, Baldini Castoldi Dalai, 2006, ISBN 88-8490-871-X.

## Riconoscimenti
- Nastro d'argento
  - 1970 – Migliore attrice protagonista per Senza sapere niente di lei

- Premio Procida-Isola di Arturo-Elsa Morante
  - 2001 – Premio opera prima per Fiato d'artista[7]

- Premio Flaiano sezione teatro[8]
  - 2010 – Premio per l'interpretazione femminile in Honour